# Пурхосейни, Парвиз
Парви́з Пурхосе́йни (перс. پرویز پورحسینی‎; 11 сентября 1941 — 27 ноября 2020, Тегеран, Иран) — иранский актёр кино, театра и телевидения. Получил известность благодаря роли пророка Закарии в телесериале «Святая Марьям» (2000).

## Биография

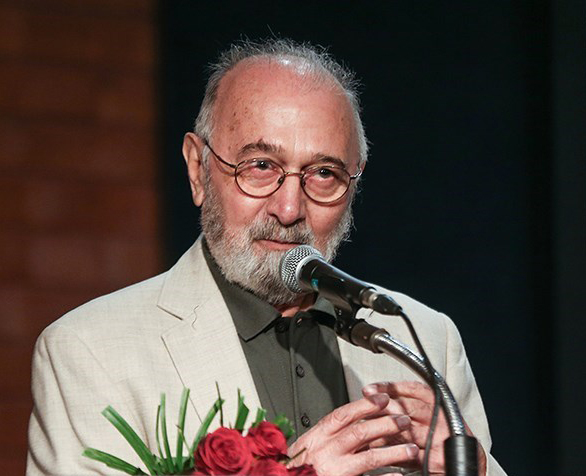
Церемония в честь Парвиза Пурхоссейни в Доме иранских художников, 2018 год

Родился 11 сентября 1941 года в Тегеране. Наибольшую известность ему принесли роли в фильмах «Башу, маленький незнакомец» (1989), «Пятый сезон» (1997) и «Святая Марьям» (2000). Среди других известных фильмов, в которых он снялся, — «Человек, ставший мышью» (1985), «Ночь, которую он провел» (1988), «День ангела» (1993) и «Сон Лейлы» (2007). Он получил степень бакалавра исполнительских искусств на факультете изобразительных искусств Тегеранского университета. В 1961 году вместе с режиссером Хамидом Самандаряном он и другие артисты создали актерскую труппу названную Пасаргад. С тех пор снялся более чем в 35 фильмах, более чем в 70 телешоу и 60 театральных постановках.

## Смерть

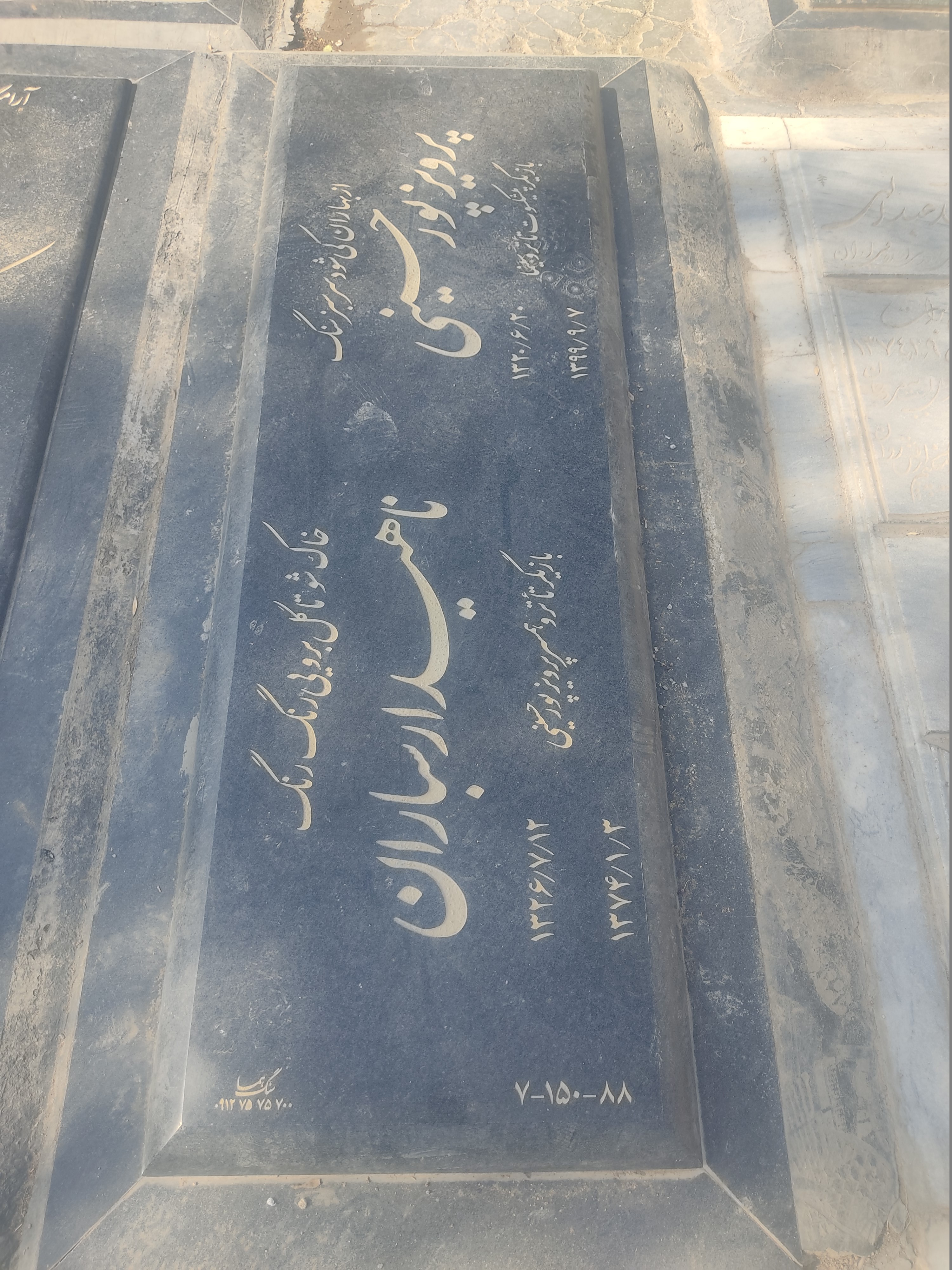
Могила Парвиза Пурхоссейни и его жены Нахида Арасбарана

24 ноября 2020 года было объявлено, что Парвиз заразился коронавирусом COVID-19 и был госпитализирован в отделение особого ухода больницы. После нескольких дней борьбы с болезнью он скончался 27 ноября 2020 года в больнице Фирузгар в Тегеране в возрасте 79 лет. Его тело было похоронено на верхнем этаже гробницы его жены Нахида Арсбарана на участке художника Бехешт Захра.